# Украинский процессинговый центр
Украинский процессинговый центр (УПЦ, UPC, Ukrainian Processing Centre) — украинское частное акционерное общество, основанное в 1997 году, предоставляющее банкам и торговым предприятиям услуги обработки операций по банковским платёжным картам на территории Украины. С 2005 года 100 % компании принадлежит группе «Райффайзен».

## Деятельность
Компания отмечена как первый украинский сервис-провайдер международных платежных систем VISA и MasterCard в сфере процессинга платежных карт, который в апреле 1997 года провёл транзакцию по карте Eurocard от MasterCard. С 2005 года является частью австрийской банковской группы Raiffeisen Bank International. Главный офис находится в Киеве, Украина. 
Украинский процессинговый центр предоставляет услуги банкам в Центральной и Восточной Европе в сфере процессинга платежных карт (зарплатных, дебетных, кредитных, предоплаченных, карт с магнитной полосой и чиповых — EMV-карт, а также бесконтактных карт MasterCard PayPass и VISA payWave), торгового эквайринга и управления сетями банкоматов, а также комплексные IT-системы в сфере электронной коммерции, мониторинга мошеннических операций по платежным картам, системы эмиссии и SMS-банкинга. Кроме того, Украинский процессинговый центр является инициатором создания объединенной банкоматной сети «АТМоСфера», в которую входят банки-эмитенты платежных карт. Ежегодно UPC обрабатывает более 650 млн транзакций по платёжным картам.

## История
Компания UPC была основана в 1997 году в Киеве как процессинговый центр, предоставляющий банкам услуги по обработке операций по платежным картам — как дебетовым, так и кредитным. Первой на Украине в 1997 году получила статус сервис-провайдера MasterCard и Third Party Processor VISA, и впервые на Украине провела транзакцию по карте Eurocard MasterCard 23 апреля 1997. Член Украинской межбанковской ассоциации членов платежных систем ЕМА. Среди клиентов компании — крупные украинские банки, а также небольшие банковские организации — эмитенты и эквайеры платёжных карт.
С 2005 года Украинский процессинговый центр является частью австрийской банковской группы Raiffeisen Bank International.
В 2007 году компания вышла на международный рынок. Украинский процессинговый центр процессирует платежные карты и предоставляет услуги в сфере торгового и банкоматного эквайринга в Венгрии, Албании и Косово, предоставляет услуги по электронной коммерции в Хорватии, а также обрабатывает бесконтактные платежи в Австрии совместно с Raiffeisen Bank International.